# Dillon Francis
Dillon Francis, de son vrai nom Dillon Hart Francis, né le 5 octobre 1987 à Los Angeles (Californie), est un disc jockey et producteur de musique américain, reconnu comme étant l'un des pionniers du moombahton et du moombahcore.

## Biographie

### Jeunesse
Francis est né à Los Angeles, en Californie. Francis expliquera que son père, Robert Drew Francis, était un « docteur en médecine alternative ». Il expliquera également ne jamais regarder la télévision sans avoir regardé deux heures de Sesame Street.

### Carrière
Francis gagne l'intérêt du musicien Diplo et collabore par la suite avec lui sur le titre Que Que. Sa chanson Masta Blasta, une chanson house de 130 BPM, est éditée et inspirée du disc jockey néerlandais Munchi puis publié en tant que titre moombahton, titre qui lui amènera le succès. En 2010, Francis publie un EP intitulé Swashbuckler au label Play Me Records.
Il travaillera sur plusieurs labels comme Dim Mak Records, Mad Decent, et OWSLA. En février 2012, Francis devient le premier musicien de moombahton à atteindre le classement des ventes sur Beatport avec la publication de son extended play Something, Something, Awesome. À la fin de 2012, il participe à la tournée nord-américaine Wet & Reckless, ainsi qu'aux côtés du trio britannique Nero à leur tournée Welcome Reality, et de Flux Pavilion dans sa tournée Standing on a Hill. En 2013, il annonce être la tête d'affiche de la tournée Wurld Turr aux États-Unis et au Canada ; il annonce en parallèle la publication prochaine d'un nouvel album pour 2013. Il est nommé « artiste à surveiller » par MTV en 2013,. Le musicien se popularise dans la scène EDM. Francis jouera dans de nombreux festivals populaires comme Camp Bisco, Electric Daisy Carnival, Coachella, TomorrowWorld, Ultra, et Electric Zoo.
Dillon Francis est également membre d'un duo de production comique Meowski666 avec Kill the Noise, et est crédité pour un personnage appelé The Fat Jew. En octobre 2013, il atteint la 73e place du DJ Mag Top 100. Son single Get Low avec DJ Snake est publié le 11 février 2014. Le 22 mars 2014, Francis annonce sur Twitter la publication de son album Money Sucks, Friends Rule pour le 28 octobre 2014 aux labels Mad Decent et Columbia Records. En août, Dillon fait paraître son second single, une collaboration avec Sultan & Ned Shepard et The Chain Gang of 1974. Le 1er janvier 2015, Francis révèle sur la chaîne de radio australienne Triple J son travail sur un épisode pilote pour MTV. Francis explique que cette émission sera intitulée The Dillon Francis Show.
Le 14 août 2015, Dillon Francis sort son nouvel EP intitulé This Mixtape Is Fire. On y trouve des titres en collaboration avec Calvin Harris, Skrillex, Bro Safari et Kygo. On y retrouve également un remix de I can't take it no More par Party Favor.

## Discographie

### Albums studio
- 2014 : Money Sucks, Friends Rule

### EP
- 2010 : Swashbuckler
- 2011 : Westside!
- 2011 : Ultra (avec Cory Enemy)
- 2011 : Bossa Rocka
- 2011 : Que Que (Remixes) (avec Diplo)
- 2012 : Something, Something, Awesome
- 2012 : Money Makin (Remixes) (avec A-Trak)
- 2013 : Without You (Remixes)
- 2014 : When We Were Young (Remixes)
- 2015 : This Mixtape Is Fire

## Singles
| Titre                                                                     | Année | Meilleure position | Meilleure position | Meilleure position | Meilleure position | Meilleure position | Meilleure position | Meilleure position | Meilleure position | Meilleure position | Meilleure position | Certifications | Album                     |
| Titre                                                                     | Année | US                 | US Dance           | AUS                | AUT                | BEL (FL)           | CAN                | FRA                | ALL                | ÉCO                | R-U.               | Certifications | Album                     |
| ------------------------------------------------------------------------- | ----- | ------------------ | ------------------ | ------------------ | ------------------ | ------------------ | ------------------ | ------------------ | ------------------ | ------------------ | ------------------ | -------------- | ------------------------- |
| IDGAFOS                                                                   | 2011  | —                  | —                  | —                  | —                  | —                  | —                  | —                  | —                  | —                  | —                  |                | NC                        |
| Money Makin (avec A-Trak)                                                 | 2012  | —                  | —                  | —                  | —                  | —                  | —                  | —                  | —                  | —                  | —                  |                | NC                        |
| Messages (avec Simon Lord)                                                | 2013  | —                  | —                  | —                  | —                  | —                  | —                  | —                  | —                  | —                  | —                  |                | NC                        |
| Without You (avec Totally Enormous Extinct Dinosaurs)                     | 2013  | —                  | 37                 | —                  | —                  | —                  | —                  | —                  | —                  | —                  | —                  |                | NC                        |
| Get Low (avec DJ Snake)                                                   | 2014  | 61                 | 5                  | 44                 | 55                 | 58                 | 48                 | 93                 | 79                 | 64                 | 88                 | - MC : Or      | Money Sucks, Friends Rule |
| When We Were Young (avec Sultan & Ned Shepard et The Chain Gang of 1974)  | 2014  | —                  | 25                 | —                  | —                  | —                  | —                  | —                  | —                  | —                  | —                  |                | Money Sucks, Friends Rule |
| I Can't Take It                                                           | 2014  | —                  | 31                 | —                  | —                  | —                  | —                  | —                  | —                  | —                  | —                  |                | Money Sucks, Friends Rule |
| We Make It Bounce (avec Major Lazer et Stylo G)                           | 2014  | —                  | 31                 | —                  | —                  | 118                | —                  | —                  | —                  | —                  | —                  |                | Money Sucks, Friends Rule |
| Set Me Free (avec Martin Garrix)                                          | 2014  | —                  | 24                 | —                  | —                  | 107                | —                  | —                  | —                  | —                  | —                  |                | Money Sucks, Friends Rule |
| Love in the Middle of a Firefight (avec Brendon Urie)                     | 2014  | —                  | 45                 | —                  | —                  | —                  | —                  | —                  | —                  | —                  | —                  |                | Money Sucks, Friends Rule |
| Drunk All the Time (The Rebirth) (avec Simon Lord)                        | 2014  | —                  | —                  | —                  | —                  | —                  | —                  | —                  | —                  | —                  | —                  |                | NC                        |
| Clouds (avec KSHMR et Becky G)                                            | 2015  | —                  | —                  | —                  | —                  | —                  | —                  | —                  | —                  | —                  | —                  |                | NC                        |
| Need You (avec NGHTMRE)                                                   | 2016  | —                  | 21                 | —                  | —                  | —                  | —                  | —                  | —                  | —                  | —                  |                |                           |
| Candy (feat. Snappy Jit)                                                  | 2016  | —                  | —                  | —                  | —                  | —                  | —                  | —                  | —                  | —                  | —                  |                |                           |
| Anywhere (feat. Will Heard)                                               | 2016  | —                  | 20                 | —                  | —                  | —                  | —                  | —                  | —                  | —                  | —                  |                |                           |
| Say Less (feat. G-Eazy)                                                   | 2017  | —                  | 35                 | —                  | —                  | —                  | —                  | —                  | —                  | —                  | —                  |                |                           |
| Another Dimension (avec NGHTMRE)                                          | 2017  | —                  | 30                 | —                  | —                  | —                  | —                  | —                  | —                  | —                  | —                  |                | NGHTMRE, Pt. II           |
| Hello There (feat. Yung Pinch)                                            | 2017  | —                  | 29                 | —                  | —                  | —                  | —                  | —                  | —                  | —                  | —                  |                |                           |
| « — » signifie que la chanson n'a pas atteint le classement dans ce pays. |       |                    |                    |                    |                    |                    |                    |                    |                    |                    |                    |                |                           |